# Chu Dịch
Chu Dịch là tác phẩm kinh điển sau Liên Sơn, Quy Tàng, Kinh Dịch, là cơ sở của khoa học dự đoán, khoa học thông tin, ra đời từ vũ trụ quan đối lập thống nhất, là phương pháp luận đạo giáo và nho giáo Trung Hoa cổ đại, chỉ rõ quy luật và quy tắc phát triển, biến hóa của các sự vật trong vũ trụ.

## Lịch sử
Bộ sách Chu dịch là do hai bộ sách Kinh dịch và Dịch truyện hợp thành. Thời gian hình thành sách khoảng từ nhà Ân, Thương, Tây Chu kéo dài mãi đến Xuân Thu Chiến quốc, qua mỗi thời kỳ lại được bổ sung và hoàn chỉnh hơn. Chu Dịch xuất hiện sớm nhất trong "Tả truyện"
Hai bộ sách Kinh dịch và Truyện dịch, về nội dung có sự khác nhau, về hình thức có mối liên hệ rất mật thiết với nhau. Kinh dịch ra đời vào giao thời nhà Ân, Thương, Tây Chu. Truyện dịch ra đời vào thời Chiến quốc.

## Khái quát
Bộ "Chu Dịch" nói về lý, tượng số, chiêm. Thực chất nói về vấn đề cốt lõi là vận dụng thuyết "một phân làm hai", phương pháp luận vũ trụ quan đối lập thống nhất và phương pháp duy vật biện chứng, nêu lên những quy luật phát triển và biến hóa của vạn vật, nguyên tắc đối lập thống nhất, vận dụng thế giới quan, vận dụng bát quái để dự đoán các thông tin về các lĩnh vực trong xã hội.
Chu dịch còn có những tên gọi khác như "đại số học vũ trụ", "hòn ngọc của vương miện khoa học".
Phương pháp dự đoán theo Chu dịch chia làm hai Phương pháp là theo Bát Quái và theo sáu Hào.

## Phương pháp dự đoán theo Bát quái
- Xem chi tiết bài: Mai Hoa Dịch Số

## Phương pháp dự đoán theo sáu Hào

### Gieo quẻ
Gieo quẻ dựa vào năm tháng ngày giờ Âm lịch.
1. Quẻ Thượng: (Năm + tháng + ngày) chia 8
2. Quẻ Hạ: (Năm + tháng + ngày + giờ) chia 8
3. Hào động: (Năm + tháng + ngày + giờ) chia 6
  - Chia 8 lấy số dư làm quẻ. Nếu dư 0 lấy số 8 làm quẻ. Số nhỏ hơn 8 lấy số đó làm quẻ
  - Chia 6 lấy số dư làm hào động. Dư 0 lấy số 6 làm hào động.
  - Năm Tý là số 1, Năm Sửu là số 2,.... Năm Hợi là số 12.
  - Giờ Tý là số 1, giờ Sửu là 2,....., giờ Hợi là số 12.
  - Tháng Dần là số 1, tháng Mão là số 2,....., tháng Sửu là số 12.

### Quẻ Chủ, Hỗ, Biến
- Khi gieo quẻ xong lập ra được quẻ Chủ như sau:
_ _ Hào 6 (Thượng quái)
_ _ Hào 5 (Thượng quái)
___ Hào 4 (Thượng quái)
_ _ Hào 3 (Hạ quái)
___ Hào 2 (Hạ quái) (Nếu đây là Hào động)
_ _ Hào 1 (Hạ quái)

Quẻ trên vừa lập ra là Quẻ Chủ. Xác định được Hào động là hào nào là âm hay dương ta suy được quẻ Biến (các hào giữ nguyên, riêng hào 2 động thì biến thành âm)
_ _ Hào 6 (Thượng quái)
_ _ Hào 5 (Thượng quái)
___ Hào 4 (Thượng quái)
_ _ Hào 3 (Hạ quái)
_ _ Hào 2 (Hạ quái)
_ _ Hào 1 (Hạ quái)
- Nạp giáp cho quẻ:
- Nạp Thiên can Địa chi:

Xác định họ quẻ thuộc họ nào trong 8 họ sau: Càn Đoài Ly Chấn Tốn Khảm Cấn Khôn. Mỗi họ quẻ gồm có 8 quẻ.
Quẻ Dương: Càn Khảm Cấn Chấn
Quẻ Âm: Tốn Ly Khôn Đoài

### An các thông tin cần thiết vào quẻ
- Xác định Nhật Thần, Nguyệt Kiến của ngày gieo quẻ
- Xác định Tuần không của ngày
- Tìm tam hợp, lục hợp, nhị hợp
- Nạp Lục Thân, Quái Thân
- An sao Thiên Mã, Quý Nhân, Lộc, Hoa Cái, Đào Hoa,.. vào quẻ
- Xác định Phục Thần, Phi Thần, Tiến Thần, Thoái Thần vào quẻ
- Nạp Hào Thế và Hào Ứng vào quẻ
- Xác định Dụng Thần, Nguyên Thần, Kỵ Thần, Cừu Thần.

### Chú ý các thông tin sau
- Sinh, Phù, Củng, Hợp
- Khắc, Xung, Hình, Hại
- Vượng, Tướng, Tử, Hưu, Tù, Mộ, Tuyệt.
- Tuế quân, Nguyệt kiến, Nhật thần, Thời thần
- Tuế phá, Nguyệt phá, Nhật phá, Ám động.
- Lục Thân Phát động.
- Lục Thân Biến Hóa.
- Lục Thần phát động.
- Tam hợp hóa Cục.
- Tuần Không.